# Kirkbymoorside
Kirkbymoorside (parfois orthographié Kirbymoorside) est une ville et une paroisse civile du Yorkshire du Nord, en Angleterre. Elle est située à une quarantaine de kilomètres au nord d'York. Au moment du recensement de 2011, elle comptait 3 040 habitants et au recensement de 2021, elle comptait 2 765 habitants.
Elle apparaît sous le nom de Chirchebi dans le Domesday Book. C'est une ville marchande depuis 1254.
La ville abrite l'un des derniers constructeurs aéronautiques britanniques, Slingsby Aviation.

## Personnalités liées
- George Villiers, deuxième duc de Buckingham, est mort à Kirkbymoorside le 16 avril 1687.
- Le poète et critique anarchiste Herbert Read est né à Kirkbymoorside le 4 décembre 1893.

## Galerie

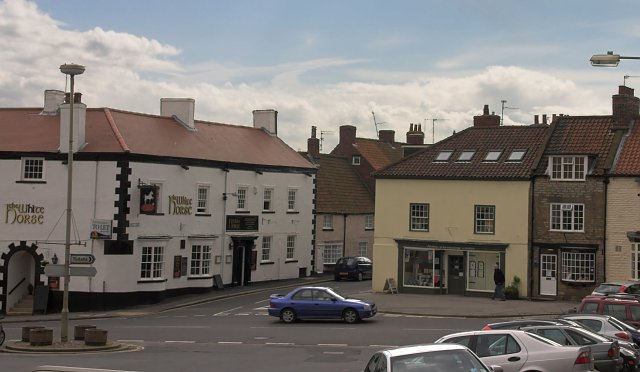
Kirkbymoorside.
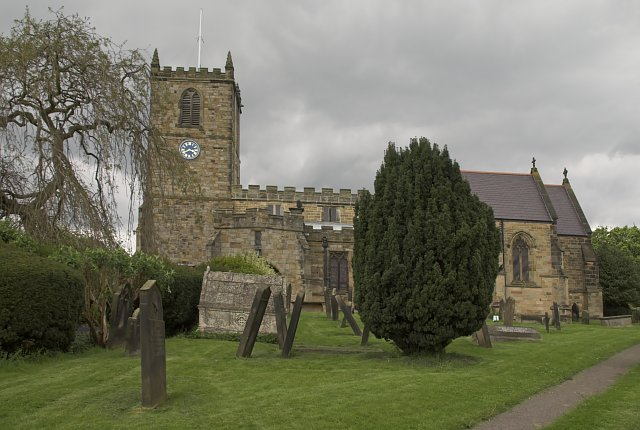
L'église de Kirkbymoorside est un monument classé de grade I.
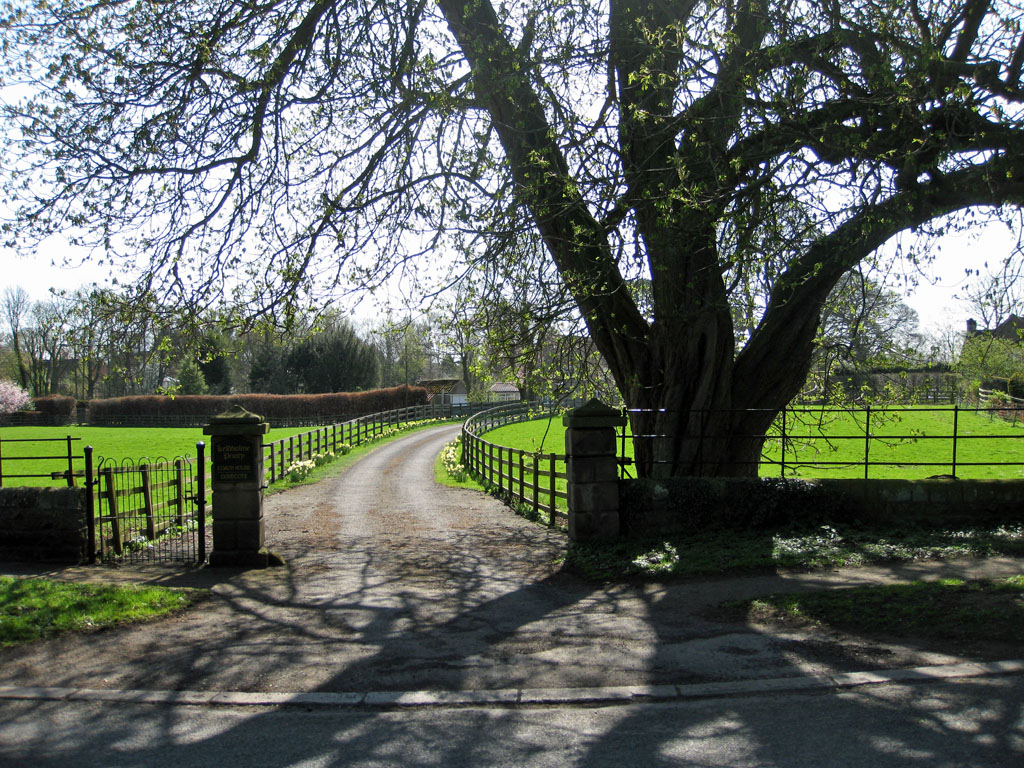
Entrée du prieuré de Keldholme, ancien couvent cicstercien.